# Anikó Pelle
Anikó Pelle (Budapest, 28 settembre 1978) è una pallanuotista ungherese naturalizzata italiana.

## Palmarès

### Club
- Campionato statunitense femminile: 1

U.S.C.: 1998-99
- Campionato italiano: 2

Orizzonte Catania: 2003-04, 2004-05
- Campionato ungherese femminile: 2

Honvéd: 2005-06, 2006-07
- LEN Champions Cup: 2

Orizzonte Catania: 2003-04, 2004-05
- Coppe LEN: 1

Honvéd: 2005-06
- Supercoppa LEN: 1

Honved: 2006

### Nazionale
- Oro ai campionati mondiali: 1

Ungheria: Montréal 2005
- Argento ai campionati mondiali: 1

Ungheria: Fukuoka 2001
- Oro nella Coppa del Mondo: 1

Ungheria: Perth 2002
- Bronzo nella Coppa del Mondo: 1

Ungheria: Sidney 1995
- Argento nella World league: 1

Ungheria: Long Beach 2004
- Oro ai campionati europei: 1

Ungheria: Budapest 2001
- Argento ai campionati europei: 2

Ungheria: Vienna 1995, Lubiana 2003
- Bronzo ai campionati europei: 2

Ungheria: Belgrado 2006, Malaga 2008
- Bronzo ai campionati europei juniores: 2

Ungheria: Arnhem 1994, Netanya 1996